# Benátské Alpy
Benátské Alpy (italsky Prealpi Venete) je soubor horských pásem na jihovýchodě Alp, ve Východních Alpách, v Itálii. Leží v italských regionech Tridentsko-Horní Adiže (v provincii Trento), Benátsko (v provinciích Verona, Vicenza, Treviso a Belluno) a Furlansko-Julské Benátsko (v provincii Pordenone). Ze západu ohraničuje Benátské Alpy řeka Adiže a skupina Monte Baldo, ze severu Dolomity, ze severovýchodu Karnské Alpy a z jihu Pádská nížina. Nejvyšší horou je Col Nudo (2 472 m).

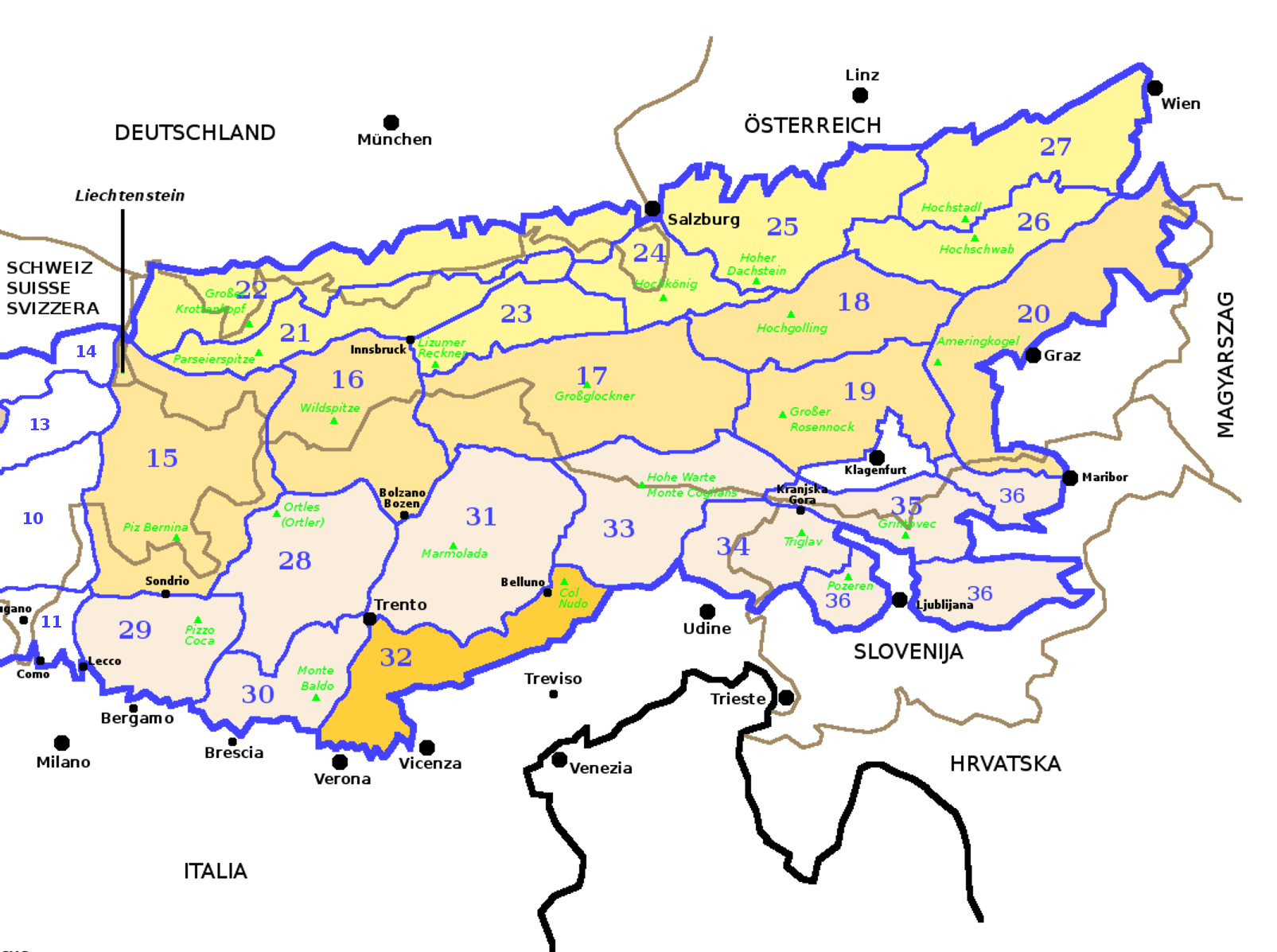
32 - Benátské Alpy

## Členění
- Vicentinské Alpy (Prealpi Vicentine)
  - Lessinské Alpy (Monti Lessini)
  - Piccole Dolomiti
  - Plošiny Folgaria, Lavarone a Asiago (Gruppo degli Altipiani)
- Bellunské Alpy (Prealpi Bellunesi)
  - Masiv Grappa (Massiccio del Grappa)
  - Skupina Cavallo-Visentin (Catena Cavallo-Visentin)